# ESDI
Улучшенный интерфейс малых дисков (англ. Enhanced Small Disk Interface, ESDI) — интерфейс жёстких дисков, разработанный компанией Maxtor Corporation в начале 1980-х как наследник интерфейса жёстких дисков ST-506. Усовершенствование ESDI относительно ST-506 заключалось в перемещении определённых частей, которые традиционно размещались на контроллере, непосредственно в состав привода, а также в унификации шины управления так, чтобы стало возможным подключение большего количества видов устройств (таких как съёмные диски и ленточные накопители).

## Появление нового интерфейса на рынке
В составе некоторых 50 и 70 моделей IBM PS/2 впервые появился накопитель, контроллер которого смонтирован в накопителе. Этот интерфейс, разработанный компанией Maxtor Corporation в начале 1980-х, как наследник интерфейса жёстких дисков ST-506 получил название «Улучшенный интерфейс малых дисков» (англ. Enhanced Small Disk Interface, ESDI). Усовершенствование ESDI, относительно ST-506, заключалось в перемещении определённых частей (англ. host bus adapter, HBA — контроллера шины, специализированной для использования дисковым накопителем, НГМД либо НЖМД), которые традиционно размещались на контроллере-плате, устанавливаемой в материнскую плату, непосредственно в корпус привода жёсткого диска, а также унификацией шины управления так, чтобы стало возможным подключение большего числа видов устройств (таких, как съёмные диски и ленточные накопители).

## Особенности и развитие интерфейса ESDI
Сепаратор теперь устанавливался непосредственно на плате накопителя и данные, передаваемые по кабелю данных уже имели цифровую форму (а не аналоговых сигналов), что позволяло подобрать параметры сепаратора к конкретному типу устройства. Поскольку в связи с заменой формы передаваемых сигналов их искажения в кабеле уже не имели такого значения, скорость обмена с контроллером удалось увеличить до 10 Мбит/сек и повысить надежность передачи данных.
Контроллер дисков содержит собственный BIOS, занимающий адрес D000. По смещению 5 в сегменте такого BIOS’а обычно находится вход в программу обслуживания или форматирования накопителя, которую в MS-DOS можно запустить командой «G D800:5» отладчика DEBUG.
Интерфейс ESDI позволял подключать до 7 винчестеров большой ёмкости (более 100 мегабайт, до 1 ГБ в IBM PS/2 модели 95) и оптических приводов (использовались три сигнала выбора устройства), сигналы выбора головки позволяли напрямую адресовать до 16 головок (однако специальная команда Select Head Group позволяла использовать 16 групп по 16 головок в каждой, увеличивая предел до 256 головок).
Среднее время доступа у жестких дисков с интерфейсом ESDI составляло от 11 до 18 мс.
Косвенный признак, по которому можно отличить контроллер ESDI от контроллера ST506/412 — наличие на плате контроллера микросхемы ПЗУ BIOS.
Основные производители жёстких дисков и устройств с интерфейсом ESDI: Seagate, Western Digital, Conner, Fujitsu, Maxtor, Miniscribe, Quantum, Tandon, Fuji, Toshiba, IBM, Kalok, Micropolis, Priam, Microscience, JTS, Kyocera, LaPine, Tulin (англ.). Руководство пользователя (в формате PDF) на широко использовавшийся контроллер WD1007 можно найти здесь.
Для начала работы с винчестером предварительно требуется низкоуровневое форматирование диска.
В 1986 году интерфейс был стандартизован ANSI. Последним документом комитета ANSI X3T10 по интерфейсу ESDI стал Enhanced Small Device Interface (ESDI) [X3.170-1990/X3.170a-1991] [X3T10/792D Rev. 11].
Microsoft Windows имеет сообщения об ошибках диска с интерфейсом ESDI только для Windows версий 3.0/3.0a/3.1/3.11
ESDI был популярен во второй половине 1980-х в серверах, пока только появившиеся SCSI и ATA ещё не были достаточно развиты, а ST-506 уже не был достаточно быстрым или гибким в использовании. ESDI управлял потоком данных в 10, 15, или 20 мегабит в секунду (в отличие от ST-506, верхний предел у которого составлял 7,5 мегабит в секунду), и множество высокопроизводительных SCSI-дисков, выпускаемых в то время, были фактически высокопроизводительными ESDI-дисками с интегрированными в диск SCSI-мостом.
В начале 1990-х SCSI развился достаточно, чтобы управлять высокими скоростями передачи данных и множеством видов приводов, а на настольном рынке ATA быстро достиг возможностей ST-506. Эти два события сделали ESDI менее значимым, и через некоторое время (с середины 1990-х) интерфейс ESDI массово больше не использовался.

### Разъёмы на винчестере

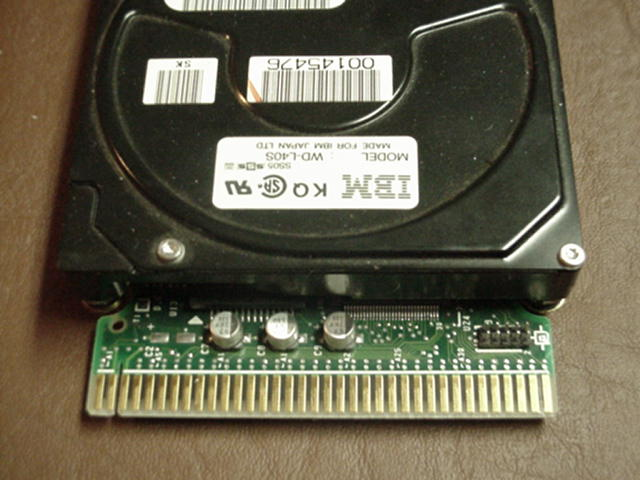
Разъём DBA (Direct Bus Attachment) для подключения шлейфа жёсткого диска с интерфейсом ESDI/ST-412

## Описание разъёмов

### Кабели для подключения

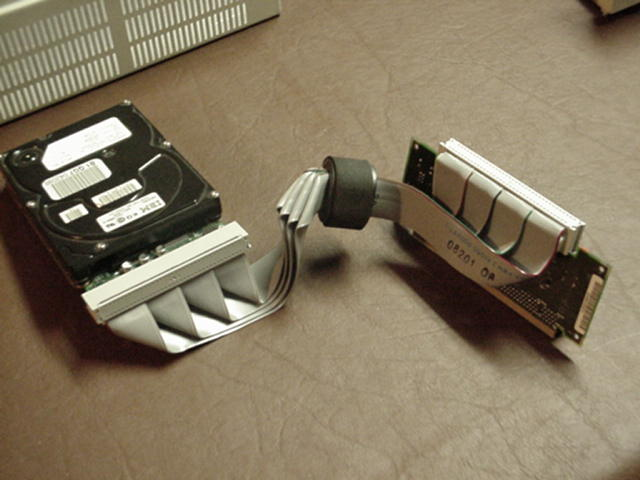
Жёсткий диск, кабель и MCA-плата контроллера диска из IBM PS/2 модели 55 SX

ESDI использовал те же кабели, что и ST-506 (один 34-контактный кабель общего управления и 20-контактный кабель канала передачи данных на каждое устройство), и поэтому в использованию мог легко применяться с ST-506, но нужно принимать во внимание, что по кабелям ESDI, длина которых могла достигать 9 футов (3 метра), внешне не отличающимся от кабелей ST506, передаются другие сигналы, главным образом — синфазные (то есть с общей землей), за исключением данных и синхронизации, для передачи которых использовался дифференциальный метод. Данные передавались порциями по 16 бит, сопровождаемых битом четности по последовательной линии. Имелась возможность подтверждения передачи данных.
| Номер контакта | Описание 34-контактного разъёма сигналов управления ESDI[уточнить] | Описание 20-контактного разъёма передачи данных ESDI[уточнить] |
| -------------- | ------------------------------------------------------------------ | -------------------------------------------------------------- |
| 1              | GROUND                                                             | ~DRV SLCTD                                                     |
| 2              | ~HD SLCT 3                                                         | ~SECTOR                                                        |
| 3              | GROUND                                                             | ~CMD COMPL                                                     |
| 4              | ~HD SLCT 2                                                         | ~ADDR MK EN                                                    |
| 5              | GROUND                                                             | GROUND                                                         |
| 6              | ~WRITE GATE                                                        | GROUND                                                         |
| 7              | GROUND                                                             | +WRITE CLK                                                     |
| 8              | ~CNFG/STATUS                                                       | -WRITE CLK                                                     |
| 9              | GROUND                                                             | GROUND                                                         |
| 10             | ~XFER ACK                                                          | +RD/REF CLK                                                    |
| 11             | GROUND                                                             | -RD/REF CLK                                                    |
| 12             | ~ATTENTION                                                         | GROUND                                                         |
| 13             | ~HD SLCT 1                                                         | -NRZ WRITE                                                     |
| 15             | Ключ (нет контакта)                                                | GROUND                                                         |
| 16             | ~SECTOR                                                            | GROUND                                                         |
| 17             | GROUND                                                             | +NRZ READ                                                      |
| 18             | ~HD SLCT 1                                                         | -NRZ READ                                                      |
| 19             | GROUND                                                             | GROUND                                                         |
| 20             | ~INDEX                                                             | ~INDEX                                                         |
| 21             | GROUND                                                             |                                                                |
| 22             | ~READY                                                             |                                                                |
| 23             | GROUND                                                             |                                                                |
| 24             | ~XFER REQ                                                          |                                                                |
| 25             | GROUND                                                             |                                                                |
| 26             | ~DRV SLCT 0                                                        |                                                                |
| 27             | GROUND                                                             |                                                                |
| 28             | ~DRV SLCT 1                                                        |                                                                |
| 29             | GROUND                                                             |                                                                |
| 30             | Reserved                                                           |                                                                |
| 31             | GROUND                                                             |                                                                |
| 32             | ~READ GATE                                                         |                                                                |
| 33             | GROUND                                                             |                                                                |
| 34             | ~CMD DATA                                                          |                                                                |

## Методы записи на пластину диска
К этому времени основным методом записи на жёсткий диск стало RLL 2,7 или ARLL 3,9 (использующие более плотную упаковку данных при записи, повышая объём информации на дорожке), в отличие от традиционного для первых IBM PC/XT MFM в ST-506 объёмом до 152 МБ и MFM/RLL в ST-412 объёмом до 233 МБ (англ.).
Теоретическая граница скорости обмена с диском, использующим метод записи MFM, составляет (17 секторов • 512 байт в секторе • 8 бит • 3600 об/мин) / 60 с = 4 177 920 бит/с, но за счёт того, что контроллер не успевал обработать прочитанные данные до того, как головка перемещалась к следующему сектору, приходилось вводить фактор чередования (англ. Interleave factor). При факторе чередования 3:1 (первое число в обозначении коэффициента чередования указывает количество оборотов диска, требуемых для полного прочтения или записи одной дорожки) секторы на диске имеют следующий порядок: 1, 7, 13, 2…, 11, 17. Для подбора оптимального фактора чередования, учитывая производительность диска, контроллера и системы в целом, применялась программа Calibrate, входящая в пакет Norton Utilities.
Методы, основанные на RLL, преобразуют данные в шестнадцатибитовые слова, позволяющие записывать за один переход состояния намагниченности диска от 2 до 7 бит (за счёт более высоких требований к качеству поверхности пластины диска и равномерности её вращения), что дало название методу — RLL 2,7 или ARLL 3,9.
Случай, когда на одну дорожку диска можно записать 26 секторов по 512 байт, даёт теоретическую скорость обмена (26 секторов • 512 байт в секторе • 8 бит • 3600 об/мин) / 60 = 6 489 760 бит/с; 31 сектор на одну дорожку диска (при качестве диска, обеспечивающем возможности записи от 3 до 9 бит за один переход намагниченности — RLL 3,9, ARLL, ERLL) — соответственно (31 сектор • 512 байт в секторе • 8 бит • 3600 об/мин) / 60 = 7 618 560 бит/с.
Диски, записываемые по методу RLL, можно подключать (с потерей ёмкости диска) к контроллерам, использующим метод записи MFM, обратная же операция приведёт к плачевным последствиям. Из этого же следует метод «увеличения» размера диска — путём подмены типа записи контроллером с MFM на RLL, однако при этом он не позволяет обеспечить достаточную надежность хранения.